# Libertango (album)
Albums de Astor Piazzolla
Musica contemporanea de la Cdad, de Bs. As. Vol 2
(1972) Summit - Reunión cumbre
(1974)

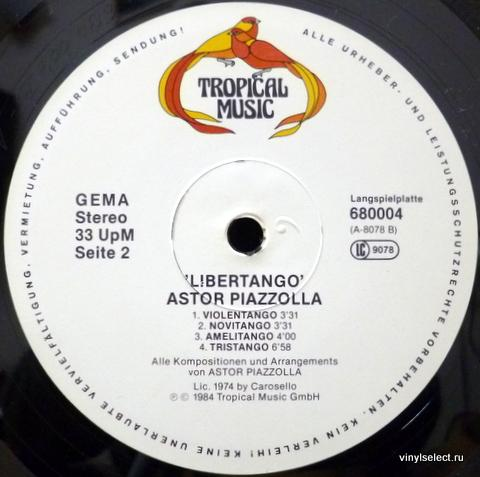
Face B de l'album Libertango réédité chez Tropical Music en 1984.

Libertango est un album studio du musicien argentin Astor Piazzolla, sorti en 1974.

## Description
Après une longue carrière, Astor Piazzolla avait notamment été le premier bandonéon de l'orchestre de tango le plus célèbre, celui d'Anibal Troilo. En 1957, il réunit huit musiciens et se lance dans sa propre voie : au fil des années, il se détache de la tradition en incorporant des suggestions tirées du jazz, de la musique symphonique et de la musique de chambre. Libertango est l'album où il fait la percée définitive.

## Pistes
| Libertango | Libertango   | Libertango | Libertango | Libertango | Libertango | Libertango | Libertango | Libertango | Libertango |
| No         | Titre        | Durée      |            |            |            |            |            |            |            |
| ---------- | ------------ | ---------- | ---------- | ---------- | ---------- | ---------- | ---------- | ---------- | ---------- |
| 1.         | Libertango   | 2:47       |            |            |            |            |            |            |            |
| 2.         | Meditango    | 5:38       |            |            |            |            |            |            |            |
| 3.         | Undertango   | 4:08       |            |            |            |            |            |            |            |
| 4.         | Adiós Nonino | 5:35       |            |            |            |            |            |            |            |
| 5.         | Violentango  | 3:34       |            |            |            |            |            |            |            |
| 6.         | Novitango    | 3:33       |            |            |            |            |            |            |            |
| 7.         | Amelitango   | 3:59       |            |            |            |            |            |            |            |
| 8.         | Tristango    | 6:54       |            |            |            |            |            |            |            |
| 36:05      |              |            |            |            |            |            |            |            |            |

## Formation
- Astor Piazzolla - bandonéon, compositions, arrangements et orchestrations
- Pino Presti - guitare basse
- Tullio De Piscopo - batterie et percussions
- Gianni Bedori - flûte
- Marlene Kessik - flûte
- Gianni Baiocco - flûte
- Hugo Heredia - flûte
- Filippo Daccò - guitare
- Gianni Zilioli - marimba, orgue Hammond
- Felice Da Vià - orgue Hammond, piano
- Andrea Poggi - timbales, percussions
- Elsa Parravicini - alto
- Umberto Benedetti Michelangeli - violon
- Paolo Salvi - violoncelle
- Aldo Pagani - production